# Der Bulle

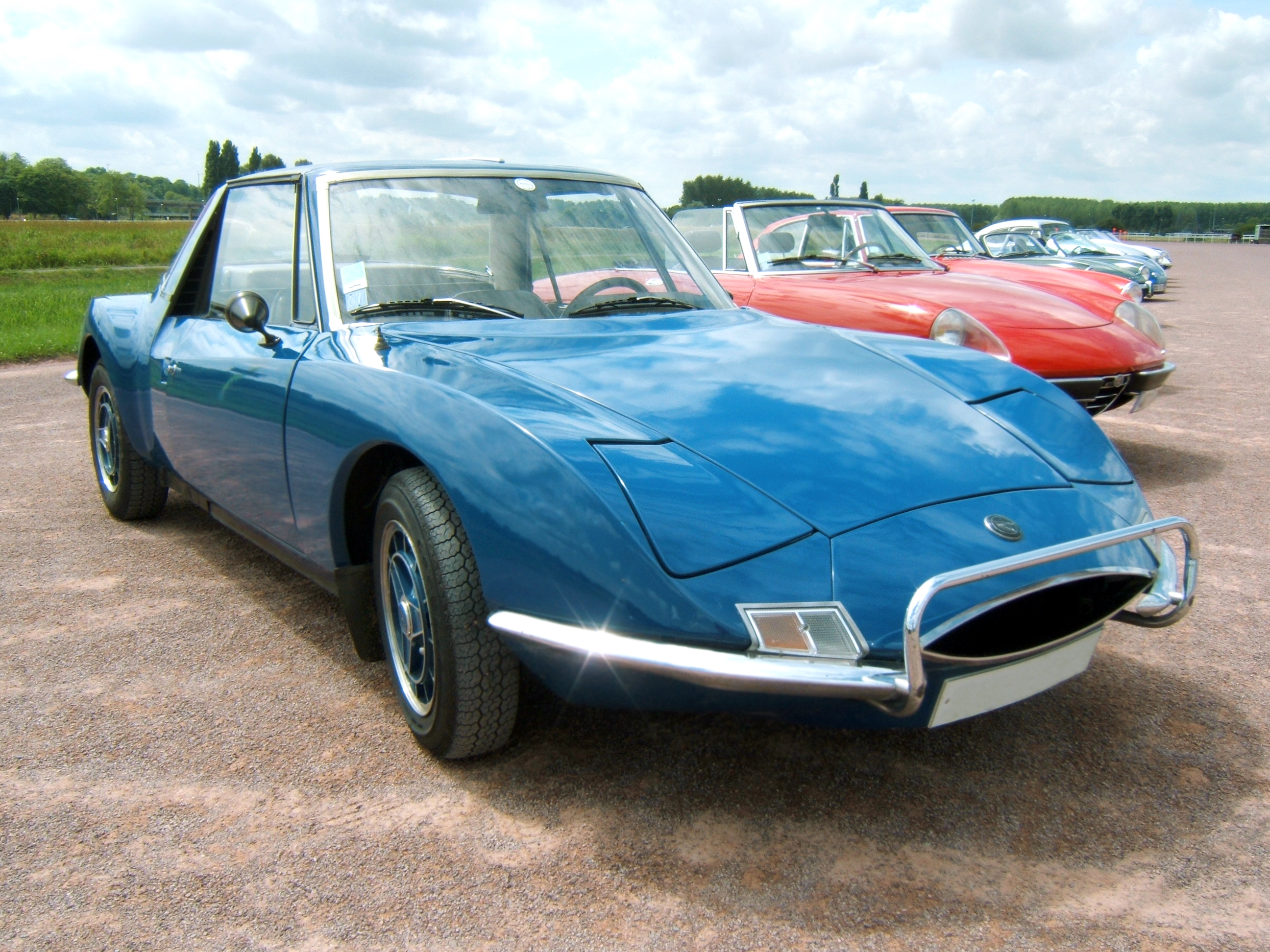
Dienstfahrzeug von Joss, ein Matra 530 Avant

Der Bulle (Originaltitel: Le pacha) ist ein Kriminalfilm mit Jean Gabin in der Hauptrolle. Er verkörpert einen Kriminalkommissar, der den Tod eines Kollegen rächen will. Die Handlung der französisch-italienischen Koproduktion basiert auf dem Roman Pouce! des französischen Krimiautors Jean Laborde. Regie führte Georges Lautner, Spezialist für actionreiche Gangsterfilme.

## Inhalt
Polizeikommissar Louis Joss steht sechs Monate vor seiner Pensionierung. Angesichts von Gewalt, Kriminalität und Korruption in seinem Bezirk ist er zwar frustriert, hängt sich aber trotzdem mit vollem Elan in die polizeilichen Ermittlungen als sein Kollege Albert Gouvion erschossen wird. Vorangegangen war ein Diamantenraub, in den sein toter Kollege wohl verstrickt war. Albert unterstützte die Bande, deren Kopf ein skrupelloser Verbrecher mit dem Spitznamen Quinquin (sprich wie franz. Can-Can) ist, durch das Verraten von Dienstgeheimnissen.
Quinquin tauscht die wertvolle Beute in Bares, danach legt er einen Komplizen nach dem anderen um, damit potenzielle Verräter ausgeschaltet sind und er allein über die erbeutete Summe verfügen kann. Seine Sucht nach Reichtum ist schier unersättlich. Kommissar Joss setzt die attraktive Nachtclubtänzerin Nathalie, die ihren Bruder und ihren Geliebten in der Folge des Raubüberfalls verloren hat, auf ihn an. Aber auch sie muss mit dem Leben dafür bezahlen. Trotzdem geht Marcel Lurat – so Quinquins richtiger Name – auf das Geschäft ein, das sie ihm vorschlug. Joss lockte ihn mit einem 10-Millionen-Coup in eine Falle.

## Produktionsnotizen
Premiere war am 14. März 1968 in Paris. In Frankreich verzeichnete der Film über 2 Mio. Kinobesucher. In der Bundesrepublik Deutschland kam der Film am 23. Juli desselben Jahres in die Kinos.
Der Filmkomponist Serge Gainsbourg hat einen Kurzauftritt, bei dem er sein Requiem pour un con, das auch als Titelmusik Verwendung findet, in einem Aufnahmestudio singt. Aus Léons Autoradio ist Brigitte Bardot mit dem Song Harley Davidson zu hören.
Laut IMDb ließ sich Henri Déus von Jean Sobieski doubeln.

## Kritiken
„Harter Gangsterfilm mit viel Action und deutlichem Zuschnitt auf den Star Jean Gabin.“

„Ein fesselnder Gangsterfilm, von Genrespezialist Georges Lautner mit gelungenen Actionszenen inszeniert. Frankreichs Film-Ikone Jean Gabin glänzt hier einmal mehr in der für ihn typischen Rolle als knallharter, titelgebender Bulle. In einer kleinen Nebenrolle als Serge ist übrigens der legendäre Komponist und Sänger Serge Gainsbourg zu sehen, der auch für die Filmmusik verantwortlich zeichnete.“

„Französischer Gangsterfilm mit Jean Gabin in der Rolle eines Polizisten, dessen Methoden sich durch nichts von denen der von ihm gejagten Verbrecher unterscheiden. […] Wegen der anfallenden Leichen und der Brutalität einiger Szenen ist der Film nur älteren Krimi-Freunden zu empfehlen.“